# Anko (mode vestimentaire)
 (avril 2024).
Si vous disposez d'ouvrages ou d'articles de référence ou si vous connaissez des sites web de qualité traitant du thème abordé ici, merci de compléter l'article en donnant les références utiles à sa vérifiabilité et en les liant à la section « Notes et références ».
Pour les articles homonymes, voir Anko.

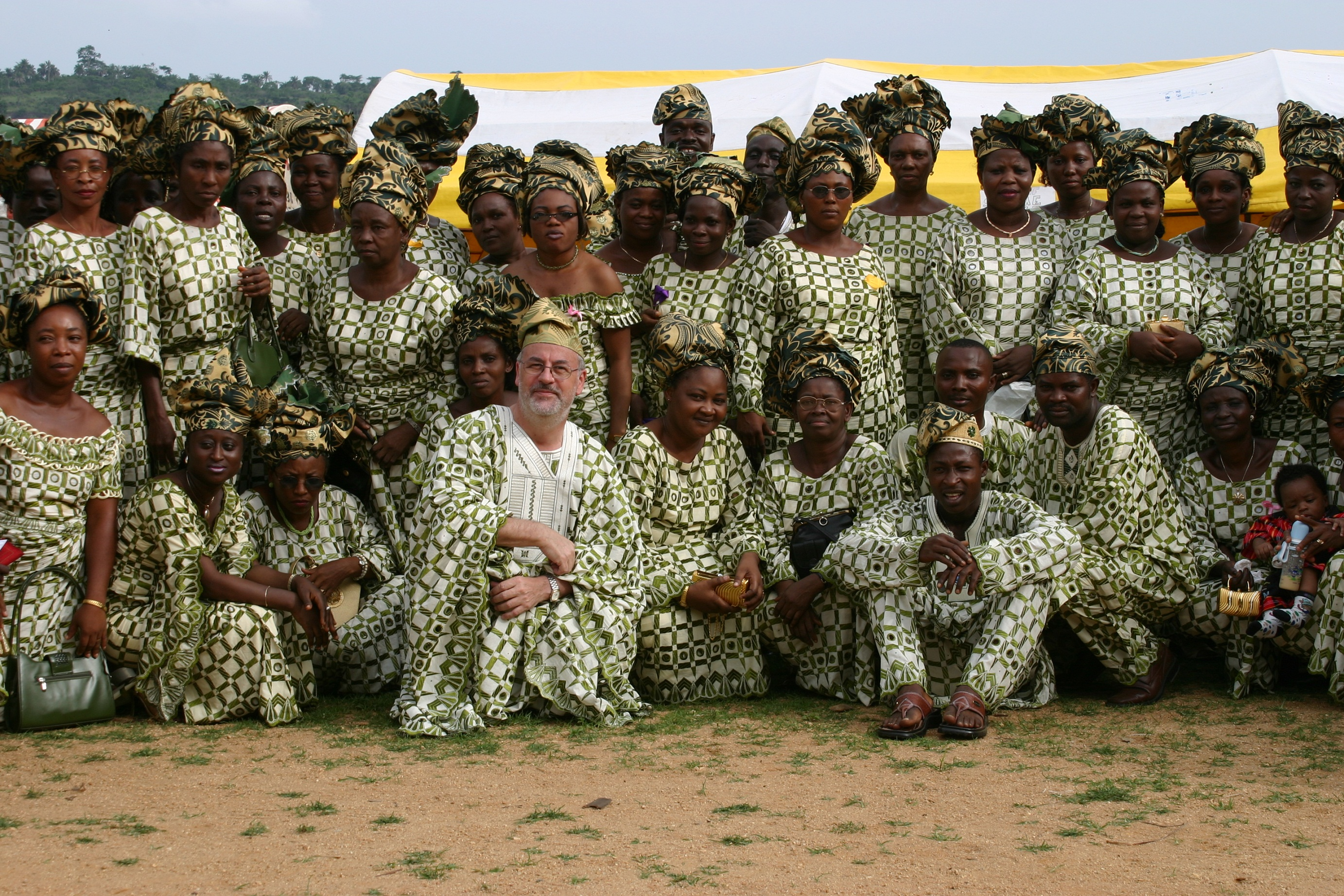
Funérailles au Nigeria.

Anko est un mode vestimentaire qu'on retrouve au Bénin et au Nigeria lors de célébration d'un évènement familial (mariage, funérailles, baptême....). Il consiste, à porter un même tissu d'étoffe identique. Ce qui permet de reconnaître la famille des invités et de montrer une forme d’harmonie. Pour certaines familles, la commercialisation des tissus pour les Anko est une juteuse affaire,prenant le tissu en gros chez les grossistes pour ensuite les vendre aux invités avec un surplus.

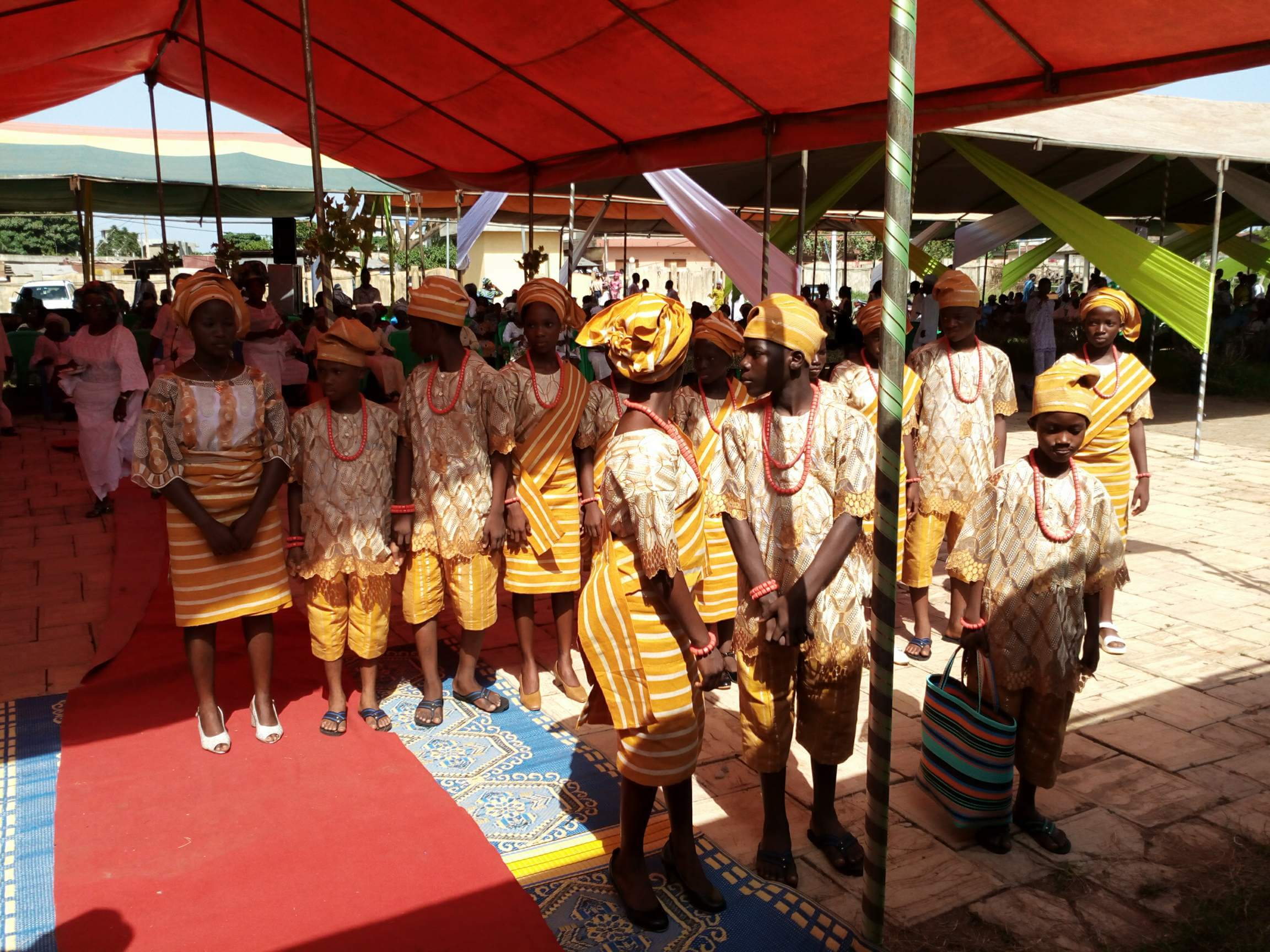
Mode vestimentaire pour les grandes cérémonies.

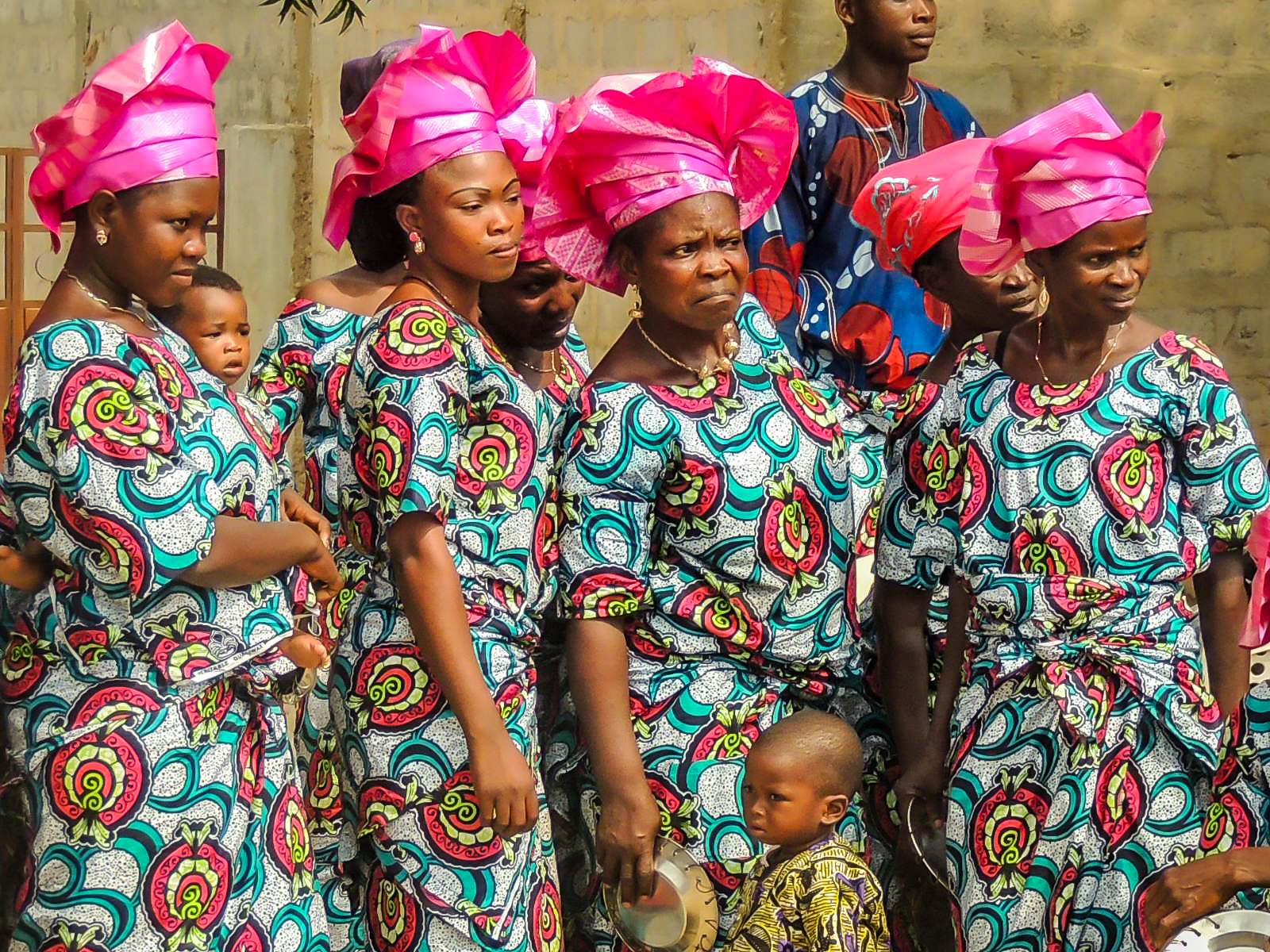
Mode vestimentaire, femme de Ouidah.